# Histoire des Mexicains par leurs peintures
L'Histoire des Mexicains par leurs peintures (Historia de los Mexicanos por sus pinturas en espagnol), aussi appelé Codex Ramírez, en référence à l'évêque Ramírez de Fuen Leal, est un texte historique du début du XVIe siècle (sa rédaction remonte aux années 1530, selon Alec Christensen) qui retrace l'histoire des Aztèques selon l'interprétation d'un ou plusieurs codex indigènes par un auteur non identifié qui pourrait être Andrés de Olmos.
Ce texte a été traduit en anglais par Henry Phillips Jr. en 1883 et en français par Paule Obadia-Baudesson en 1988.